# Jednotky Impéria ve Warhammeru 40,000
Ve vesmíru Warhammeru 40,000 jsou Imperiální jednotky jedinou naději lidstva na přežití v pochmurné a nemilosrdné budoucnosti 41. tisíciletí. Impérium je obklopeno cizími druhy a je také pod neustálým útokem sil Chaosu, takže jeho přežití závisí na jeho ozbrojených složkách. 
Obranné síly Impéria se skládají z: 
- Imperial Guard - Imperiální garda
- Imperial Navy - Imperiální námořnictvo
- Adeptus Astartes - Vesmírní mariňáci
- Inquisition - Inkvizice
- Adeptus Arbites - Policie Impéria
- Adeptus Custodes - Císařovi osobní ochránci a strážci Imperiálního paláce
- Adeptus Mechanicus - organizace monopolně ovládající veškeré technologie Impéria
- Collegia Titanica - část Adepta Mechanica ovládající masivní bipedální válečné stroje
- Adepta Sororitas - bojovnice patřící pod Adeptus Ministorum
- Officio Assassinorum - imperiální zabijáci
- Různé další specializované organizace

Kromě toho je každý obydlený svět v Impériu povinen udržovat své vlastní vojenské síly pro obranu planety. Jednotlivé planetární obranné síly se od sebe velmi liší, ještě více než pluky Imperiální gardy, protože se drží mnohem více své kultury a svých tradic. Některé jsou nízké kvality, zatímco jiné jsou lépe trénované a vybavené než většina regimentů Gardy (například Cadijské Planetární obranné síly). Impérium má mnohem více organizací, než je zde uvedeno, ale ty jsou vysoce specializované. Tyto skupiny jsou zřídka k vidění, ovšem pokud jsou uvedeny, musí se s jejich silou počítat.

## Imperial Guard
Imperiální garda je největší a nejvíce různorodá vojenská organizace, která kdy ve W40K existovala. Některé z planet Impéria cvičí vlastní regimenty, které se liší počtem, designem uniforem, výstrojí i výzbrojí. Čím vyspělejší planeta, tím technicky vyspělejší Imperiální garda. Jejím posláním je ochrana již dobytého území, obrana světů proti nenadálým útokům a dobývání cizích planet. Oproti Prostorovým námořníkům jde o slabší jednotky, kde jde více o početní převahu než o kvalitu. Každý regiment se skládá z 500 až 10,000 tisíc vojáků, které jsou řízeny Departmentem Munitoria. Ten se stará o jejich zásobování, trénink a vybavení. O velení se podle velikosti regimentu stará důstojník s hodností od plukovníka po generála. Další osobou skoro stejně důležitou je Komisař. Tento důstojník zajišťuje morálku vojáků a náboženské vedení jednotky. V některých případech, například u Tanithských prvních a jediných se může jednat o jednu osobu, zde komisaře-plukovníka Ibrama Gaunta.
Protože gardisté bývají jen lehce obrněni a nemají potřebné fyzické nebo psychické schopnosti, využívají ve velkém množství vojenskou techniku. Mezi ni patří tanky, lehkým Siegfriedem počínaje a těžkým Banebladem konče, transportní vozidla, průzkumná vozidla, dělostřelectvo a další. Stejně jako členové Gardy jsou i vozidla přizpůsobená dané planetě, takže existuje například mnoho variant tanku typu Leman Russ. Pochopitelně stejně široký je i seznam osobních zbraní: boltery, granáty, plamenomety, laserové a plazmové zbraně, tavomety i klasické palné zbraně a mnoho dalších.
Některé známější regimenty:
- Vostroyanští Prvorození - díky chladnému klimatu planety Vostroyi jsou Prvorození zběhlí v boji za těchto podmínek. Jejich výcvik boje zblízka i ostré střelby je natolik náročný a nebezpečný, že ho mnoho branců nepřežije. Ti, kteří však tvrdý výcvik přežijí, jsou právem hrdi na to, že jsou považováni za jedny z nejlepších válečníků Impéria. Odvaha a tvrdost, jež Prvorození předvádí v bitvách, je zřídka viděná jinde, než v řadách Adeptus Astartes. Vostroyanští často pohrdají ostatními regimenty Gardy, které neprojevují tolik obětavosti jako oni samy a tak špatně spolupracují s řadou spojenců. Pro toho, kdo získá jejich sympatie, jsou však těmi nejlepšími druhy ve zbrani, jaké si lze vůbec přát.[1]
- Tallarnští Pouštní nájezdníci - Tallarn je drsná planeta s nekonečnými sirnými pouštěmi a zuřícími písečnými bouřemi. Je to místo největší tankové bitvy Horova Kacířství, hrob tisíců zrádců a domov jedněch z nejodolnějších bojovníků Gardy, Tallarnských Pouštních jezdců. Tallarn byl kdysi úrodná planeta, ale zrádcovská legie Železných válečníků planetu napadla virovými bombami a změnila ji v neúrodnou pustinu. Tallarňané jsou skvělí geriloví bojovníci, známí mistrovským zvládnutím taktiky "udeř a uteč", a také jednotkami pouštních Sentinelů. Jejich oblíbenými zbraněmi jsou zakřivené nože.[5]
- Catachanští Pralesní válečníci - Catachan je planeta tak ohrožující život, že každý den na ní je bojem o přežití. Odolní lidé na Catachanu jsou potomci vůbec prvních osadníků, kteří kolonizovali planety před dávnými generacemi. Jsou experti v přežití uprostřed džungle, která se hemží nenasytnými dravci, obrovskými masožravými rostlinami, jedovatým hmyzem a virovými onemocněními. Jejich pýchou jsou regimenty Pralesních válečníků. Byli odesláni do válečných zón po celé galaxii, kde uplatňují své dovednosti vedení války v džungli. Výměnou za jejich loajalitu obdrží jejich rodiny a osady technologie a léky, které by za normálních okolností nemohly získat. [6][7][8]
- Cadijská Úderná pěchota - Cadia má zvláštní a ctěné místo v dějinách lidstva. Leží totiž na okraji Oka Hrůzy, v úzkém koridoru nazývaném Cadijské brány. To je průchod mezi Chaosem nakažených démonických světů Oka hrůzy a Terrou. Cadia je proto strategicky nejdůležitější planetou v galaxii. Při několika příležitostech se síly Chaosu vrhly proti Cadii a v jejím okolí byly svedeny zuřivé bitvy. Tyto obrovské srážky jsou vzácné, ale menší loupeživé nájezdy zrůd Chaosu nejsou ničím neobvyklým.[1][8]
- Armageddonská Ocelová legie - planeta Armageddon je hustě zalidněnou úlovou planetou, takže regimenty Gardy mohou být snadno zvýšeny prostřednictvím odvodů. Při obraně je většina vojáků poslána, aby bránila úly, ve kterých sama vyrůstala a byla trénována, což nejenže dává vojákům výhodu výborné znalosti bojiště, ale také zvyšuje jejich obětavost a rozhodnost. Armageddon byl jednou napaden ohromnou armádou démonů,vedenou samotným kacířským primarchou legie kacířských mariňáků Světažroutů Angronem a dvakrát invazní armádou Orků a, a proto jsou Oceloví legionáři považováni za experty v boji proti Orkům.[1][9]
- Mrtvé jednotky Kriegu - planeta Krieg byla zničena loajálními jednotkami Kriegu po vzpouře tamních vladnoucích. Po mnoha století obsazování planety zákop po zákopu obsadili celou planetu loajální jednotky. Po Kriegu byl vyžadován jeden regiment, bylo však dodáno 20 plně vybavených regimentů. jsou nasazováni převážně na mrtvých světech či proti těžce opevněným cílům, neboť excelují v obléhacím bojí.

## Imperial Navy
Zatímco Imperiální garda zahrnuje pozemní jednotky, Imperiální námořnictvo flotily a vesmírné lodě. Úkolem Námořnictva je obrana imperiálních planet, ochrana a doprovod obchodních lodí, transport pěchoty, ničení nepřátelských lodí a planet. Lodě námořnictva nejsou technologicky tak pokročilé jako plavidla Eldar nebo Necronů, ale nedostatky nahrazují počtem a dobrou organizací. 
Námořnictvo bylo vytvořeno v době Velké křížové výpravy a spolu s Imperiální gardou tvořili jedinou organizaci, Imperiální armádu. Původně byl každému regimentu Gardy přidělen jeden imperiální křižník a dohromady jim velel velící důstojník. Po Horově Kacířství rozdělil Codex Astarta Armádu na Gardu a Námořnictvo ze stejných důvodů, jako změnil velikost kapitul Prostorových námořníků.
Flotily Námořnictva jsou složeny z mnoha různorodých lodí, které lze rozdělit do čtyř kategorií: bitevní lodě a velké křižníky, křižníky a lehké křižníky, eskortní plavidla a stíhači. Velikost plavidel ve W40K je předmětem dohadů, nicméně všeobecná shoda stanovuje délku eskortních plavidel na 750 metrů až 2 kilometry, lehkých křižníků a křižníků na 2500 až 3500 metrů, velkých křižníků na 3000 až 4500 metrů a bitevních lodí na 4500 až 6000 metrů. Existují pochopitelně výjimky, vlajková loď vojevůdce Horuse měla měřit téměř 15 kilometrů.
- Bitevní lodě - velké hvězdné lodě vybavené mnoha štíty a zbraněmi slouží především jako vlajkové lodě admirálům flotily. Jsou velmi silně vyzbrojené, ale slabě ovladatelné. Tři hlavní typy jsou Emperor (může převážet ohromný počet menších plavidel, aniž by ztratil cokoliv ze své drtivé palebné síly), Victory a Retribution (známá silnou boční palbou a vysokým počtem odpalovačů torpéd). Méně známé jsou staré typy Apocalypse a Oberon. Tyto monstra mají posádku čítající 25 tisíc až tři miliony lidí a jsou konstruována ve vesmírných loděnicích Adeptem Mechanicem.[10][11]
- Velké křižníky - jsou většinou starého designu bez lodní přídě a svou konstrukcí se příliš nehodí k moderní flotile. Vzhledem k tomu jich bylo mnoho přeřazeno k rezervním flotilám. Některé lodě byly přestavěny podle nových požadavků, ale ve výsledku jsou mnohem větší než předchůdci a jsou proto řazeni mezi bitevní lodě.[10][11]
- Křižníky - tvoří páteř každé flotily. Nejsou tak silné jako větší lodě, ale jsou mnohem rychlejší. Existuje mnoho druhů křižníků, ale většina je vyrobena na stejném základě a jen má různě kombinované boční střílny a hangáry. Posádku tvoří 10 tisíc až 1 milion lidí. Podobné jsou bitevní křižníky, jen jsou větší a mají silnější pancéřování.[10][11]
- Lehké křižníky - kombinují rychlost a obratnost se slušnou výdrží a palebnou silou. Slouží jako doprovodné lodě větším plavidlům, transportní lodě nebo protipirátská obrana.[10][11]
- Eskortní lodě - široká škála plavidel od starých fregat přes křižníky po nákladní lodě. Plní stejnou roli jako lehké křižníky, některá plavidla se specializují např. na torpédový útok nebo výsadek vojáků na cizí loď.[10][11]
- Stíhači - planetární i vesmírní. Ti druzí nejsou příliš často používaní, slouží pouze k ochraně před jinými stíhači a bombardéry. Planetární letouny jsou rozšířenější: typy Lightning a Thunderbolt slouží k vybojování vzdušné nadvlády, případně jako stíhací a eskortní letouny, Maraudery jsou bombardéry.[10][11]

## Space Marines
Vesmíriní mariňáci (nebo také Adeptus Astartes) vychází z Legií Vesmírných mariňáků (Legiones Astartes), které vytvořil Císař během Velké křížové výpravy. Legií bylo dohromady dvacet a jejich veliteli byli uměle vytvoření synové Císaře, nadlidští válečníci Primarchové. Během Horova Kacířství některé legie zradily Císaře a Impérium; ty, které mu zůstaly věrné, se přeměnily na Vesmíriné mariňáky.
Vesmíriné mariňáky tvoří armáda elitních, geneticky modifikovaných mužů, kteří jsou vybíráni na základě svých válečnických schopností. Každá kapitula má své tradice a historii plnou slavných činů a jmen dávných hrdinů. Jednotlivé kapituly se od sebe liší jednak znakem a barevným schématem (může se lišit před a po Horově kacířství), tak výkladem Codexu Astartes (doktrína Vesmírných mariňáků) a tedy způsobem boje s nepřítelem. Kapituly používají specifické jednotky a techniku, které žádná jiná kapitula neužívá (Ravenwing Temných andělů, Leman Russ Exterminator Hvězdných Vlků, apod.). Jednotlivé kapituly tvoří zcela samostatné armády, které nepodléhají žádnému velení a jsou schopny se vypořádat téměř s jakoukoliv hrozbou. Více kapitul se v jedné válečné zóně vyskytuje pouze zřídka - většinou v konfliktech, které mají klíčový význam pro přežití Impéria (bitva o Armageddon, boje proti Temným křížovým výpravám Chaosu nebo obrana před tyranidími roji). V důsledku toho jsou vztahy mezi jednotlivými kapitulami na různé úrovni od spojenectví až po otevřené nepřátelství (například nepřátelství Hvězdných vlků a Temných andělů přetrvává více než 10,000 let). Elitou Adeptus Astartes jsou Terminátoři, což jsou veteráni kapitul oblečení do speciálních brnění s vysokou odolností a drtivou palebnou silou, ale nízkou pohyblivostí.
Všechny kapituly vznikly při Zakládáních, kterých bylo zatím zaznamenáno 26 vln, nejznámější jsou první dvě. Při Prvním zakládání vzniklo 20 Legií Vesmírných mariňáků, každou vedl jejich Primarcha. Během Horova kacířství se 9 legií obrátilo na stranu Chaosu, 9 zůstalo loajálních Císaři a o dvou legiích byly veškeré záznamy vymazány. Druhé Zakládání změnilo legie v duchu Codexu Astartes na menší kapituly, aby se již nemohly opakovat události Horova kacířství. Stávající loajální kapituly si ponechaly svá jména, ale změnily barvy a znaky. Také vznikly nové, takzvané následnické kapituly, které vyšly z původních, jejich počet ale není znám.
Seznam loajálních legií z Prvního zakládání:

### Dark Angels
Temní andělé. První legie vytvořená Císařem. Sídlí ve Skále - ohromné vesmírné pevnosti, která je posledním pozůstatkem domovského světa legie, Calibanu. Ten byl zničen v samém závěru Horova kacířství bratrovražedným bojem mezi bojovníky Temných andělů poté, co byla část legie vedená Luthorem určena k ochraně Calibanu a výcviku nových rekrutů svedena na scestí Chaosem. Když se zbytek legie pod velením Primarchy El'Jonsona ocitl po návratu na Caliban pod palbou svých bratří, došlo k nelítostnému boji na život a na smrt, který vedl ke zničení planety, zranění a ukrytí Primarchy ve Skále a útěku „Padlých andělů“ a jejich rozptýlení po celé galaxii. Tato událost je střeženým tajemstvím kapituly a dopadení odpadlíků je primárním cílem Temných andělů, při kterém se nevyhýbají ani střetům s jinými složkami moci Impéria.

### White Scars
Bílé jizvy. Sídelní svět: Mundus Planus (Chogoris). Tato legie byla vytvořena podle vzoru mongolských nájezdníků, na planetě převládá agrárně založené kmenové společenství, loajalita bojovníka vůči klanu je absolutní. Bojovníci vhodní pro Bílé jizvy jsou rekrutováni z těchto kmenů a loajalita přechází na legii a Císaře. Metoda válčení prosazená Primarchou Jaghataiem Khanem spočívá v bleskových útocích vysoce mobilních sil (útočné motorky, vznášedla, skupiny vybavené Jet Packy) na nepřítele a rychlé stáhnutí, ale jsou schopni i velkých čelních útoků.

### Space Wolves
Hvězdní vlci. Sídelní svět: Fenris. Legie sídlila v pevnosti zvané Fang (Tesák) - nejvyšší hoře skalnatého polárního kontinentu Asaheim. Organizace současné kapituly vychází z organizace původní Legie, a proto se značně liší od Codexu Astartes. Bojovníky vhodné připojit se k Vlkům vybírají Wolf Priest (Vlčí kněží) při soubojích a válkách, které spolu vedou barbarské kmeny na Fenrisu. Velmi často se tak stává, že bojovník zemře a musí být oživen pomocí tajemných lékařských přístrojů, které Kněží ovládají. Poté jsou nováčci převezeni do výcvikového táboru (Russvik, Grimnir nebo Valksberg) a tam tvrdě fyzicky trénováni, takže jich přibližně polovina nepřežije. Přeživší jsou odvezeni do Tesáku, kde musí projít Morkaiovou bránou, jakousi zkouškou vůle a oddanosti. Poté se musejí napít z Wulfenova poháru, aby prokázali, že mají vlka v sobě pod kontrolu. Pokud přežijí, jsou zařazeni k Blood Claws (Krvavým spárům) jedné z dvanácti Great Companies (Velkých rot). Starší Vlci pak povýší mezi Grey Hunters (Šedé lovce) a nejstarší a nejzkušenější Vlci k Long Fangs (Dlouhým tesákům). Průzkum a infiltraci obstarávají elitní Wolf Scouts (Vlčí průzkumníci) rekrutovaní z řad Šedých lovců, elitní veteráni mnoha bitev jsou zváni do Wolf Guards (Vlčích strážců), které tvoří osobní stráž Vlčímu lordovi, který vede Velkou rotu. Pokud by byl Vlčí lord zabit v bitvě nebo by zemřel věkem, je jeho nástupce vybírán z jeho Vlčích strážců. Z dvanácti Vlčích lordů se volí velitel celé kapituly, Great Wolf (Velký vlk).

### Imperial Fists
Imperiální pěsti. Sídelní svět: Terra (Země). Imperiální pěsti jsou jednou z nejrespektovanějších legií (nyní kapitul) Adeptus Astartes. Nejen že je jejich oddanost k Císaři uznávána jako absolutní, ale i jejich vztahy s ostatními loajalistickými kapitulami jsou na výborné úrovni. Svou pověst si vysloužili během temné doby Horova kacířství, kdy byli jednou ze tří legií , které hájily Císařský palác. Specialitou Pěstí je obléhací a dobývací způsob boje.

### Blood Angels
Krvaví andělé. Sídelní svět: Baal. Známá svým prokletím Temné zuřivosti, které postiženým členům navozuje psychotické stavy spojené s vizemi posledního souboje Primarchy Sanguinia s arcikacířem Horem. Postižení bojovníci se stávají smrtícími stroji na zabíjení imunními proti bolesti a nebezpečnými pro vše co se jim postaví do cesty. Jen několika málo válečníkům v historii se podařilo svoji zuřivost ovládnout a apatykáři kapituly se již 10,000 let marně snaží najít lék, který by je zbavil tohoto prokletí.

### Iron Hands
Železné ruce. Sídelní svět: Medusa. Kapitula, která se z původní legie vyvinula, je známá tím, že své bojovníky vylepšuje kybernetickými implantáty, protože věří, že živá tkáň je slabá. Legie Iron Hands byla stvořena Císařem jakožto obraz samotného Primarchy Ferruse Mannuse. Během Horova kacířství byl Ferrus spolu s veterány Iron Hands Legion" a dvěma dalšími legiemi vylákán na planetu Istvaan V, kde byli zrazeni a Ferrus sám zabit svým bratrem, Primarchou Fulgrimem. Současná kapitula se neustále obviňuje za smrt svého Primarchy. Po porážce shledaly Iron Hands jako příčinu masakru slabost, která zapříčinila předešlé události. Nebýt slabosti, zcela jistě by se Horus nevydal cestou kacířství, nebýt slabosti, nenásledovalo by ho tolik přívrženců. Poté začaly Iron Hands vyhledávat jakoukoliv formu slabosti všude, kde se dalo. Jako jednu formu slabosti shledali i živou tkáň, a proto začali své členy zbavovat živých tkání a nahrazovat je mechanickými. Při vstupu do kapituly je proveden zákrok, při kterém se adeptovi amputuje levá paže a nahradí se mechanickou. Postupem času se nahrazují i ostatní orgány a u veteránů bývá časté, že z jejich živé tělesné schránky moc nezbude. Vrcholem mechanizace těl jsou Dreadnoughty. Existují zmínky o mariňácích, kteří byli již kompletně zmechanizováni a postrádají drtivou většinu živých tkání. Toto jednání nepovažuje za vhodné Inkvizice, ale prozatím jej do velké míry přehlíží, protože bojový přínos Iron Hands je nezanedbatelný a kromě fanatické oddanosti stroji jsou neochvějně a na smrt oddaní Císaři. Možná díky mechanickým vylepšením není znám jediný případ v historii, kdy by člen Iron Hands nebyl schopen vykonat úkol kvůli fyzické zdatnosti.

### Ultramarines
Ultramariňáci. Sídelní svět: Macragge. Kapitula známá mnohdy až slepým následováním Codexu Astartes, který byl vytvořen jejím Primachou Roboutem Guillimanem. Každý bojovník kapituly se musí zpaměti naučit část Codexu tak, aby členové každé jednotky mohli v případě potřeby dát dohromady vědomosti obsažené v celé knize a s jejich pomocí vyřešit situaci, které čelí. V nedávné historii rovněž došlo na Macragge k bitvě proti tyranidímu roji Behemoth. Roj byl poražen za cenu obrovských ztrát (tj. celá první rota kapituly). Od té doby jsou Ultramarines považováni za jedny z největších expertů na boj s touto cizáckou rasou.

### Salamanders
Salamandři. Sídelní svět: Nocturne. Salamandři jsou známí svým stoickým a pragmatickým přístupem k válčení. Tyto postoje jsou především dědictvím jejich Primarchy Vulkana, a drsného světa, odkud pocházejí. Nocturne je planeta téměř bez života v Segmentu Ultima. Gravitační tah jejího měsíce, Promethea, činí z Nocturne nestabilní svět sužovaný zemětřeseními a posetý sopkami. Primarcha Vulkan vštípil svým bojovníkům rovněž trpělivost a vztah k řemeslnému umění, takže se všichni naučili různým řemeslným dovednostem. Na rozdíl od ostatních kapitul, které při údržbě zbraní a zbrojí spoléhají na své techmariňáky, dokáže každý Salamandr opravit jakékoli poškození, které jeho vybavení utrpí a je schopen svou výzbroj upravovat a vylepšovat. Jejich specialitou je logicky útok plamenometem na krátkou vzdálenost.

### Raven Guard
Havraní stráž. Sídelní svět: Deliverance. Po vzoru svého Primarchy Coraxe jsou mistři v partyzánské válce. Deliverance (dříve Lycaeus) je měsíc obíhající kolem planety Kiavahr, jehož obyvatelé byli dlouho otroky TechGildy Kiavahrů. Corax se stal vůdcem vzbouřenců a měsíc osvobodil. Při oslavách vítězství přistál Císař na Deliverance a vyhledal Coraxe, za úsvitu následujícího dne převzal Corax velení nad Legií Havraní stráže a přidal se k Císaři a jeho Velké křížové výpravě. Za svou věrnost si žádal jedinou věc: pomoc při dobytí Kiavahru. TechGilda byla v tu dobu ještě otřesena ze ztráty Lycaesu a nebyla schopna postavit proti Havranům sílu, která by jí mohla alespoň zbrzdit. Kiavahr byl připojen k Impériu. Během dobývání Istvaanu V. byla Havraní stráž zrazena a zdecimována, takže byla nucena ustoupit zpět na Deliverance s úmyslem co nejrychleji doplnit stavy. V zoufalé snaze začal Primarcha Corvus Corax experimentovat s geneticky řízeným zrychleným růstem mariňáků, což se mu podařilo, ale za cenu nenapravitelného poškození genofondu "Havraní stráže" . Po rozdělení Legie a obnovení vlády Impéria v galaxii se uzavřel v nejvyšší věži v Havraním trnu, modlil se k Císaři a prosil za odpuštění toho, co přikázal provést se svou Legií. Jestli mu bylo odpuštěno se už asi nikdy nedovíme, jisté však je, že přesně rok poté, co se zamkl ve věži, se Corax objevil v pevnosti se zdrceným výrazem a divokým pohledem. Opustil Deliverance, zamířil k Oku hrůzy a pak už ho nikdo nikdy neviděl. To poslední co od něj kdy kdo slyšel bylo: „Nikdy víc...“ 

## Inquisition
Svaté Řády imperiální  Inkvizice jsou uzavřené a mocné organizace zajišťující „duchovní ochranu“ občanů Impéria. Jejich členům se říká Inkvizitoři a mají za úkol vyhledávat a ničit potenciální hrozby lidstva. Dělí se na větší řády (Ordo Malleus, Hereticus a Xenos) a menší řády (např. Ordo Sepulturum, Sicarius), kterých je neznámý počet. Každý ze tří velkých řádů má Chamber Militant (ozbrojené složku):

### Deathwatch
Hlídka smrti – řád Ordo Xenos. Větev Inkvizice s pověřením studovat, přechovávat a hlavně vyhlazovat cizácké rasy. Hvězdní pěšáci z Hlídky smrti mají černá brnění a jsou sesbíráni z mnoha rozdílných kapitul Adeptus Astartes, pouze symbol na nárameníku ukazuje na jejich pravou příslušnost. Každý bojovník složí posvátnou  přísahu Řádu a její členové zůstávají spolu, dokud to velitelé považují za nezbytné. Po dokončení služby jsou bojovníci propuštěni zpět ke svým kapitulám a jejich přísahy jsou naplněny. Hlídka má za úkol cizáky nejen zabíjet, ale také získávat a studovat jejich technologii. Přes nekompromisně prosazovaný odstup jsou členové Inkvizice nuceni studovat kacířské artefakty nepřátel, se kterými musí bojovat. Například C'tanský fázový meč byl získán právě členy Hlídky smrti z dlouho mrtvého světa Necronů.

### Grey Knights
Šedí rytíři – řád Ordo Malleus. Část Inkvizice zaměřená na boj s démony. Sám Imperátor vydal příkaz k vytvoření této unikátní kapituly. Šedí rytíři nejsou od narození bojovníci. Z mnoha mužů vybraných na tuctech světů se vyberou ti nejodvážnější a nejsilnější ve víře a ti podstoupí trénink. Adepti jsou převezeni na Saturnův měsíc Titan, kde podstoupí testy víry, síly, odolnosti a odvahy, které zlomí všechny kromě nejsilnějších bojovníků. Těm jsou potom naočkovány geny, které z nich udělají Hvězdné pěšáky. Následuje 666 Rituálů odporu, které postaví Šedé rytíře proti nejhrůznějším nepřátelům a poté musí vydržet bolest, která by ochromila „normálního“ Hvězdného pěšáka. Jejich život je plný rituálů, meditací a sebezapření určených k posílení mysli a obrnění duše proti démonům. Šedí se tak mohou pyšnit tím, že nikdy za celou historii kapituly se nikdo neobrátil k Chaosu. Mezi Šedé rytíře se mohou dostat jen ti nejzručnější a nejodolnější psykeři. Nejlepší z nich jsou trénováni, dokud nedosáhnou mistrovství, které se vyrovná knihovníkům Adeptus Astartes.

### Sisters of Battle
Bojové sestry – řád Ordo Hereticus. Tato výhradně ženská část Inkvizice sice nemá takový trénink jako Adeptus Astartes, ale jejich fanatická víra v Císaře jim to bohatě vynahrazuje. Jejich úkolem je šíření světla Imperátorova po celém vesmíru a ničení všech, kdo mu odporují. Sestry rády používají k očistě nepřátel ohnivé zbraně jako plamenomety a tavicí zbraně, reprezentují tak očistný oheň Imperátorův.

## Adeptus Arbites
Adeptus Arbites prosazují Lex imperialis, Imperiální právo, ztělesněné ve velké Knize rozsudku. Každá z planet Impéria má vlastní vládu, zákony a policejní síly k prosazení těchto zákonů. Arbitrů se týká pouze prosazování Imperiálního práva, širší právní předpisy, na kterých stojí celé Impérium. Naprosto oddaní a bez slitování jsou Arbitři obávaní v celé galaxii, protože jsou agenty krutého zákona, kde selhání a neschopnost jsou zločiny a jediným trestem je smrt. Jsou oprávněni jednat jako soudce, porota i kat - občané nemají žádná práva, pouze kněží nebo členové Inkvizice si mohou nárokovat řádný soud.

## Adeptus Custodes
Adeptus Custodes jsou strážci Imperiálního paláce, Zlatého trůnu a rovněž osobní strážci samotného Císaře. Malá elitní jednotka tří set Custodes, známá jako „Společníci“, tvoří osobní stráž Císaře a jen zřídka opouští Palác, natož svatou Terru. Vzhledem k obrovské velikosti Imperiálního paláce Custodes vždy působí jako obranná armáda. To oni rozhodují, kdo může vstoupit do trůnního sálu, a kdy.

## Officio Assassinorum
Nenápadná, velmi tajnůstkářská, ale vitální součástí Imperiální válečné mašinerie. Officio Assassinorum trénuje a nasazuje nájemné zabijáky po celé galaxii k eliminaci nebezpečných jedinců. Každý zabiják je produktem celoživotního tréninku a vzdělávání v jednom z Assassinských chrámů, každý Chrám se specializuje na vlastní způsob boje. Tito vrazi jsou tak vysoce účinní, že vyslání jediné osoby znamená jistou smrt pro cíl, ať je kde chce a kým chce.